# Tranquillo Andreetta
Tranquillo Andreetta (Vittorio Veneto, 7 marzo 1955) è un ex ciclista su strada italiano, professionista dal 1979 al 1982.

## Carriera
Nato nel 1955 a Vittorio Veneto, in provincia di Treviso, è padre di Simone Andreetta, nato nel 1993, anche lui ciclista.
Dopo aver vinto da dilettante la Schio-Ossario del Pasubio nel 1974 con la U.C. Vittorio Veneto e la Coppa Caduti-Puglia di Arezzo con la G.S. Chima Castello nel 1978, nel 1979 passa professionista con la Sanson-Luxor TV diretta da Waldemaro Bartolozzi. Passato nel 1980 alla Mobili San Giacomo-Benotto, partecipa al Giro d'Italia, arrivando 59º, e alla Vuelta a España, ritirandosi.
Nel 1981, con la Santini-Selle Italia, termina 95º al Giro d'Italia. L'anno successivo, con la Selle Italia-Chinol, non conclude il Giro, ma vince il Circuito di Col San Martino. Conclude quell'anno la sua carriera nel professionismo.

## Palmarès
- 1974 (U.C. Vittorio Veneto, Dilettanti)

Schio-Ossario del Pasubio
- 1978 (G.S. Chima Castello, Dilettanti)

Coppa Caduti-Puglia di Arezzo

### Altri successi
- 1982 (Selle Italia-Chinol)

Circuito di Col San Martino

## Piazzamenti

### Grandi Giri
- Giro d'Italia

1980: 59º
1981: 95º
1982: ritirato
- Vuelta a España

1980: ritirato